# Hans van Steenwinckel l'Ancien
Hans van Steenwinckel l'Ancien, né vers 1545–1550 à Anvers, mort le 10 mai 1601 à Halmstad, appelé Hans den Ældre en danois, est un architecte des Pays-Bas méridionaux apprécié par le roi de Danemark Christian IV.

## Biographie
D'origine flamande, il s'installe en 1578 au Danemark en tant qu'architecte, il travaille alors sous les ordres de Hans van Paeschen et Antonius van Opberger, les architectes flamands du château de Kronborg à Elseneur.
Il restaure les forts défensifs et les châteaux du royaume de Danemark dans le style maniériste anversois, un style flamand de la Renaissance influencé par la Renaissance italienne. 
Il conçoit les restaurations ou constructions des châteaux suivants :
- château de Frederiksborg, en travaux de 1599 à 1622, à Hillerød (Danemark) ;
- château de Rosenborg, en travaux jusqu'en 1624 à Copenhague (Danemark), en collaboration avec Bertel Lange ;
- château de Bohus, à Kungälv (Suède) ;
- château de Varberg, en travaux de 1595 à 1617, à Varberg (Suède) ;
- château de Halmstad, en travaux à partir de 1595, à Halmstad (Suède) ;
- château de Akerhus à Oslo (Norvège) ;
- château de Kristianopel, en travaux à partir de 1599, détruit en 1677, à Kristianopel (Suède) ;

Sur l'île alors danoise de Ven entre la Suède et le Danemark dans le détroit de Sund, il participe à l'élaboration de l'observatoire d'Uraniborg (ou Uranieborg) pourtant débutée en 1576 et de l'observatoire souterrain de Stjerneborg, vers 1584. Les deux observatoires où l'astronome Tycho Brahe travailla.
Enfin il restaure l'église de Slangerup à partir de 1588, sans lui donner le style de la Renaissance mais un aspect gothique.
Il a trois fils :
- Hans van Steenwinckel le Jeune Hans den Yngre (1587–1639) :
  - château de Frederiksborg,
  - portail occidental de la Bourse Børsen (1624) à Copenhague ;
  - tour de Rundetårn (1637–1642) à Copenhague
    - il a lui-même un fils nommé Hans van Steenwinckel le Moderne Hans den Yngste (1639-1700), architecte, il œuvre principalement à l'église Sankt Petri Kirke (1681-1683) et Søkvæsthuset en 1684-1686 à Copenhague ;

- Lorenz van Steenwinckel (1585-1619), architecte,
  - il restaure avec son frère Hans den Yngre le château de Kronborg après son incendie et la Bourse Børsen (1619-1623) à Copenhague ; et
- Morten van Steenwinckel (1595-1646).